# ابرهام هیوارد
ابرهام هیوارد (انگلیسی: Abraham Hayward; ۲۲ نوامبر ۱۸۰۱ – ۲ فوریهٔ ۱۸۸۴) یک نویسنده، وکیل، و روزنامه‌نگار اهل بریتانیا بود.